# 8-й пехотный полк (Австро-Венгрия)
8-й Моравский пехотный полк (нем. Mährisches Infanterie-Regiment Nr. 8) — чешский пехотный полк Единой армии Австро-Венгрии.

## История
Образован в 1642 году. С 1805 по 1865 годы — 8-й пехотный полк Австрийской империи. Штаб-квартира — Брюнн. Участвовал в австро-турецких войнах, в Семилетней войне, в Наполеоновских войнах и Австро-итало-прусской войне, а также в венгерском восстании. В разное время покровителями полка были: 
- эрцгерцог Людвиг Йозеф (1801—1865)
- барон Йозеф фон Герштнер (1865—1877)
- барон Фридрих Якобс фон Канштейн (1870—1877)
- барон фон Абеле (1877—1890)
- эрцгерцог Карл Стефан (1890—1918)

Полк состоял из 4-х батальонов: 1-й, 2-й и 4-й базировались в Вене перед началом ПМВ, 2-й — в Требине. Национальный состав полка по состоянию на 1914 год: 31% — немцы, 67% — чехи, 2% — прочие национальности. В 1914 году полк отправился на Итальянский фронт Первой мировой войны.
В ходе так называемых реформ Конрада с июня 1918 года число батальонов было сокращено до трёх, и 3-й батальон был расформирован.

## Командиры
- 1859—1865: полковник Фердинанд фон Линдер[9][10]
- 1873: полковник Ганнибал Рейно
- 1879: полковник Адольф Гизль фон Гизлинген[11]
- 1903: полковник Максимилиан Бастль
- 1904—1907: полковник Карл Когутович
- 1908—1910: полковник Артур Ван-Зель фон Арлон[12]
- 1911—1912: полковник Карл Герабек
- 1913—1914: полковник Роберт Триммель[1]

## Известные военнослужащие
- Карел Клапалек (1893—1984), Герой ЧССР